# Guillaume V de Juliers
Pour les articles homonymes, voir Guillaume de Juliers.
Guillaume V de Juliers, mort en 1361, est le fils du comte Gérard V de Juliers et d'Élisabeth de Brabant. Il porte successivement le titre de comte (1328-1336), margrave (1336-1356) puis duc de Juliers de 1356 jusqu'à sa mort.

## Éléments biographiques
Il succède à son père en 1328.
Par son mariage avec Jeanne d'Avesnes ou de Hainaut († en 1374), fille du comte Guillaume Ier de Hainaut et de Jeanne de Valois, il devient le beau-frère de l'empereur Louis IV de Bavière (époux de Marguerite II de Hainaut, sœur de Jeanne) et du roi Édouard III d'Angleterre (époux de Philippa de Hainaut, autre sœur de Jeanne).
En 1336, l'empereur Louis IV érige le comté de Juliers en marche de Juliers, par la suite érigée en duché par l'empereur Charles IV (1356).
Il meurt en 1361.

## Mariage et descendance
De son épouse, Jeanne de Hainaut, il a :
- Gérard VI de Juliers († en 1360), comte de Ravensberg et de Berg ;
- Guillaume VI de Juliers († en 1393), successeur de son père en 1361 ;
- Richarde de Juliers, mariée en 1330 à Othon IV, duc de Basse-Bavière († en 1334) ;
- Isabelle de Juliers († en 1411), mariée à Jean, comte de Kent (1330-1352), puis en 1360 à Eustache d'Abrichecourt († en 1373) ;
- Jeanne de Juliers († en 1367), mariée en 1352 à Guillaume d'Isenburg, comte de Wied (+ en 1383) ;
- Philippa de Juliers († en 1390), mariée en 1357 à Godefroy, seigneur de Heinsberg († en 1395).

## Sources
- Monique Ornato, Répertoire de personnages apparentés à la couronne de France aux XIVe et XVe siècles, Publications de La Sorbonne, 2001.